# Trithemis nigra
Trithemis nigra és una espècie d'odonat anisòpter pertanyent a la família Libellulidae.

## Hàbitat
Viu probablement als rierols de la selva pluvial.

## Distribució geogràfica
És un endemisme de l'illa de Príncipe (São Tomé i Príncipe).

## Estat de conservació
Les seues principals amenaces són la desforestació, la tala i extracció de fusta, i l'escàs territori que ocupa (l'illa de Príncipe té només 139 km² i la meitat de la seua superfície ha estat desforestada). Des del darrer treball de camp realitzat el 1996, no n'hi hagut cap nova informació.